# Viškovci (żupania osijecko-barańska)
Viškovci – wieś w Chorwacji, w żupanii osijecko-barańskiej, w gminie Viškovci. W 2011 roku liczyła 1144 mieszkańców.